# Jacob ben Asher
Jacob ben Asher, también conocido como el Baal HaTurim, nació posiblemente en el Sacro Imperio Romano Germánico, en la ciudad de Colonia cerca del año 1269 y posiblemente murió en Toledo, reino de Castilla, cerca del año 1343.

## Arba Turim
El rabino Jacob ben Asher era llamado el Baal HaTurim, por su obra principal sobre la ley judía, la Halajá, el libro del Arba Turim. La obra se divide en cuatro secciones, cada una de ellas es llamada Tur, aludiendo a las filas de joyas que había en el pectoral del sumo sacerdote del Templo de Jerusalén. Fue el tercer hijo del rabino Asher ben Jehiel (conocido como el Rosh), un rabino del Sacro Imperio Romano Germánico, que emigró al Reino de Castilla. 
Junto a su padre, quien fue su principal maestro, Jacob menciona en el Tur a su hermano mayor Jehiel, a su hermano menor Judá, y a su tío el rabino Jaim. Sus hermanos fueron también rabinos de diferentes comunidades en España. El rabino Jacob vivió sumido en la pobreza durante la mayor parte de su vida, enfermó y murió en la ciudad de Toledo, en el Reino de Castilla.

## Obra
- El Arba Turim, también llamado el Tur, es una de las obras más importantes de la historia, y trata sobre la ley judía.

- Sefer ha-Remazim, también llamado Kitzur Piske ha-Rosh (Constantinopla, 1575), es un resumen de la obra de su padre, el Rosh, quien fue el autor del Piske ha-Rosh, un compendio del Talmud. En su obra el Rabino Jacob resume y compila las decisiones legales de su padre, el Rosh.

- Rimze Baal HaTurim (Constantinopla, 1500), la obra es un comentario de la Torá, está impresa en virtualmente todas las ediciones del Pentateuco. Este conciso comentario consiste en unas referencias místicas y simbólicas que se encuentran en el texto masorético de la Torá, a menudo usando la gematría y los acrónimos así como otras palabras que se encuentran repartidas en la Torá.

- Perush HaTorah, es un comentario sobre el Pentateuco poco conocido. Su contenido procede principalmente de Najmánides, pero sin contar con sus interpretaciones cabalísticas y filosóficas. El Rabino Jacob menciona a muchos otros comentaristas, entre ellos cabe señalar a: Saadia Gaon, Rashi, Joseph Dara, y Abraham ben Meir ibn Ezra.